# Биттю (провинция)
Биттю (яп. 備中国 Биттю: но куни, страна Биттю) — историческая провинция Японии в регионе Тюгоку на западе острова Хонсю. Соответствует западной части современной префектуры Окаяма.

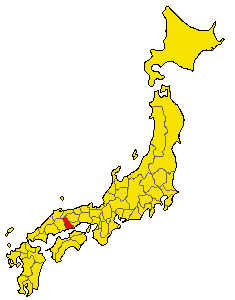
Провинция Биттю (выделена красным цветом)

Издавна Бинго была составной государства Киби (яп. 吉備中), в VII веке была поделена на три административных единицы: Бинго (備後, «заднее Киби»), Биттю (備中, «среднее Киби») и Бидзен (備前, «переднее Киби»).
В 663 году император Тэндзи возвел в провинции Биттю замок Кинодзё, который должен был служить оборонным пунктом в случае вторжения войск китайской империи Тан в Японию.
С XVI века землями Биттю поочередно владели род Оути и род Амако. Во второй половине 16 века провинцию захватил род Мори, который вступил в конфликт за неё с родом Ода.
В период Эдо провинция Биттю была поделена сёгунатом Токугава на ряд удельных родовых владений. Больше всего из них было с центром в замке Мацуяма, принадлежавший роду Икэда. Важным портовым городом был Курасики.
В результате административной реформы 1871 года, провинция Биттю была разбита на десять малых префектур. Однако в 1875 году их объединили и присоединили к префектуре Окаяма.

## Уезды провинции Биттю
- Цуу 都宇郡(津宇郡)
- Кубой 窪屋郡
- Кая 賀陽郡(賀夜郡)
- Симоцумити (Гедо)下道郡
- Асакути 浅口郡
- Ода 小田郡(小多郡)
- Сицуки 後月郡
- Тетта 哲多郡
- Ага 阿賀郡(英賀郡)

## Источник
『角川日本地名大辞典』全50巻,東京:角川書店,1987-1990 («Большой словарь названий местностей Японии издательства Кадокава» В 50 томах, Токио: Кадокава сётэн, 1987—1990)